# Maddison Elliott
Maddison Gae Elliott (Newcastle, Australia, 3 de noviembre de 1998) es una nadadora de natación adaptada australiana. En los Juegos Paralímpicos de Londres 2012, se convirtió en la medallista paralímpica australiana más joven al ganar medallas de bronce en las pruebas femeninas de 400 m y 100 m estilo libre de S8. Luego se convirtió en la medallista de oro australiana más joven cuando fue miembro del equipo femenino de relevos de 4 × 100 m estilo libre de 34 puntos. En los Juegos Paralímpicos de Río de Janeiro 2016, ganó tres medallas de oro y dos de plata.

## Vida personal
Maddison Gae Elliott nació el 3 de noviembre de 1998 en Newcastle, Nueva Gales del Sur. Tiene parálisis cerebral en el lado derecho como resultado de un derrame cerebral neonatal, se le diagnosticó la enfermedad cuando tenía cuatro años. Además de la natación, participó en el atletismo y en 2010 tenía seis récords de clasificación de grupos por edad en Australia. En 2016, vivía en Gillieston Heights, Nueva Gales del Sur, y era estudiante de 12 años en el Bishop Tyrrell Anglican College. Tiene una hermana mayor, Dimity Elliott.

## Natación
Elliott fue originalmente una nadadora clasificada S8 pero en 2017 fue reclasificada como S9. Es miembro del Club de Natación Nuswim, comenzó a nadar cuando tenía seis meses de edad, y comenzó la natación competitiva en 2009. Debutó en el equipo nacional ese mismo año en los Juegos Paralímpicos Juveniles, donde ganó cinco medallas de oro.

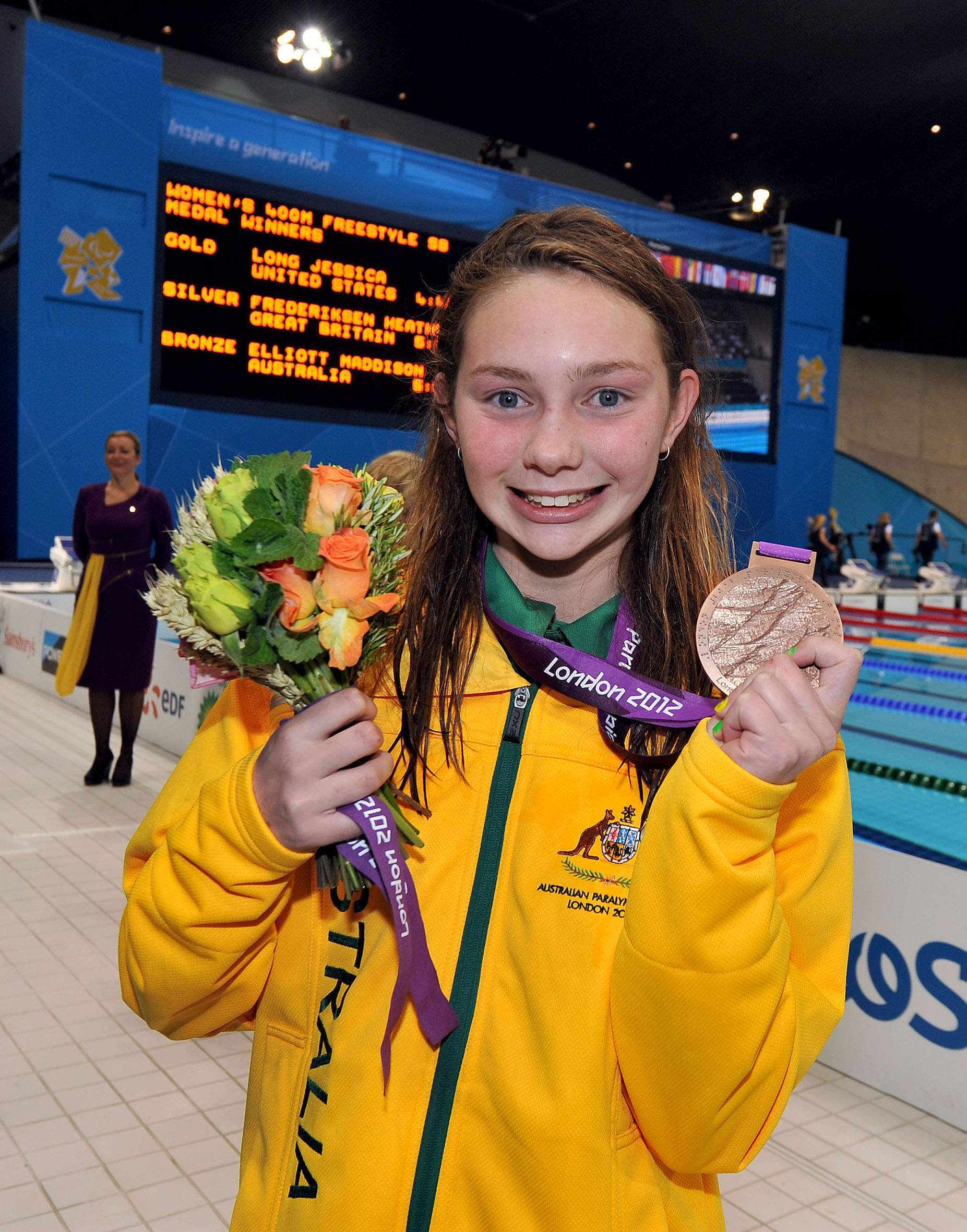
Elliott en los Juegos Paralímpicos de verano 2012

En 2010, Elliott ostentaba tres récords de clasificación de grupos de edad en Australia, y en los Campeonatos de Natación de Largo Recorrido Multiclase de Nueva Gales del Sur de 2010, obtuvo cinco primeros puestos. Representó a Australia en los Campeonatos Paralímpicos de Oceanía de 2011, y más tarde ese mismo año compitió en los Campeonatos de Natación Multiclase de edad de Australia celebrados en Canberra. En ese evento, ganó una medalla de bronce, cinco de plata y tres de oro. Fue seleccionada para representar a Australia en los Juegos Paralímpicos de Londres 2012 en natación.
El 31 de agosto de 2012 en el Centro Acuático de Londres, Elliott recortó 23 segundos de su mejor tiempo personal al ganar una medalla de bronce en los S8 400 m libres. Luego ganó la plata en los 50 m libres de S8, el bronce en los 100 m libres de S8 y el oro en los relevos de 4 x 100 m libres para mujeres, con 34 puntos, convirtiéndose así, a los 13 años, en la australiana más joven en ganar una medalla paralímpica, superando a Anne Currie, o una medalla de oro, un récord que antes poseía Elizabeth Edmondson. Después se reunió con el Príncipe Harry y le regaló una Lizzi, la mascota del Comité Paralímpico Australiano y de los Juegos Paralímpicos de Sídney 2000. Esto dio lugar a que el Jefe de la Misión australiana, Jason Hellwig, presentara oficialmente a Lizzie al Presidente del Comité Organizador de los Juegos Olímpicos y Paralímpicos de Londres 2012 (LOCOG), Sebastian Coe, quien le dio a cambio un Wenlock y Mandeville.
En noviembre de 2012, Elliott y Rheed McCracken, los miembros más jóvenes del Equipo Paralímpico de 2012, fueron nombrados juntos Atleta Junior Paralímpico del Año. Ganó medallas de oro en las pruebas femeninas de 50 y 100 m estilo libre S8 y una medalla de plata en las pruebas femeninas de 400 m estilo libre S8 en el Campeonato Mundial de Natación Adaptada del IPC de agosto de 2013 en Montreal (Canadá) y recibió una Medalla de la Orden de Australia en los Premios del Día de Australia de 2014 «por el servicio como medalla de oro en los Juegos Paralímpicos de Londres 2012».

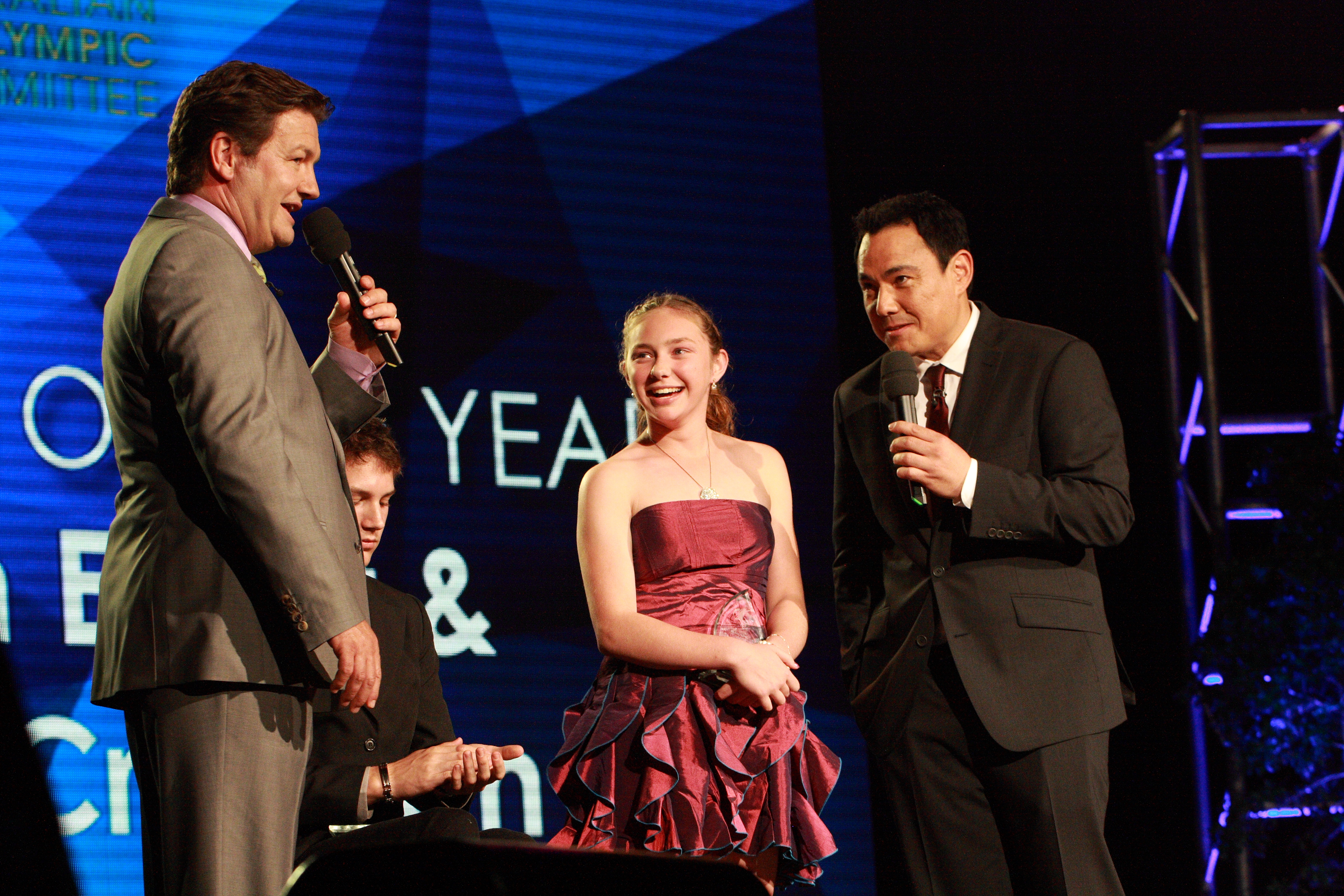
Elliott en los Juegos Paralímpicos de Londres 2012.

Elliott ganó una medalla de oro en los Juegos de la Mancomunidad de 2014 en Glasgow, en los 100 m S8 estilo libre femenino en un tiempo récord mundial de 1:05.32, rompiendo el récord establecido por Jessica Long en 2012.
En los Campeonatos Mundiales de Natación del IPC de 2015, Elliott ganó las medallas de oro en los 50 m libres de S8, los 100 m libres de S8 en un tiempo récord mundial de 1.04. 71, 100 m espalda S8 y 4 × 100 m estilo libre relevo 34 puntos, medallas de plata en los 400 m estilo libre S8 y 4 × 100 m estilo libre relevo 34 puntos y una medalla de bronce en los 100 m mariposa S8.

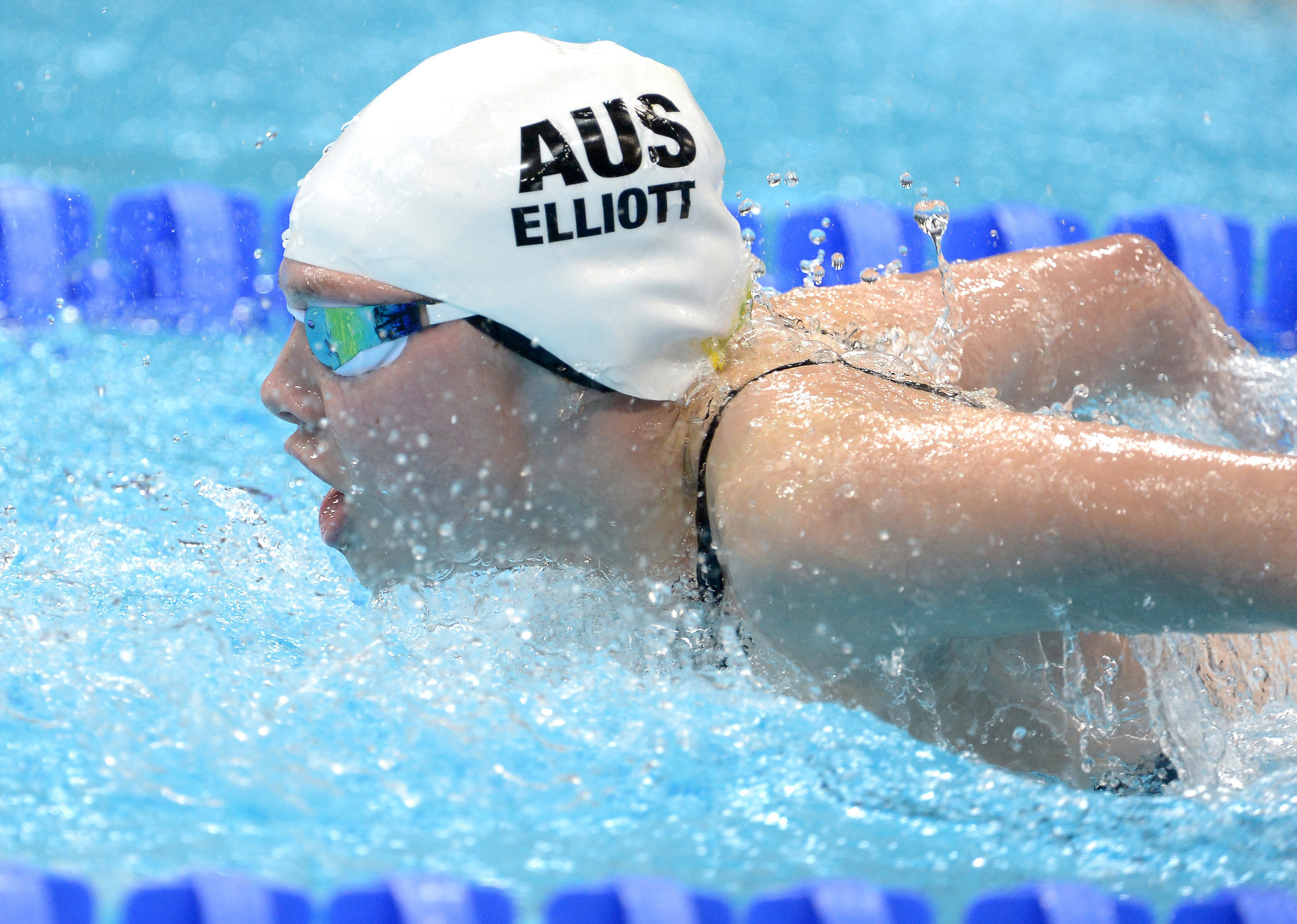
Elliott en los Juegos Paralímpicos del 2012 en Londres.

Su éxito en los Campeonatos Mundiales del IPC la llevó a ser premiada como Nadadora Paralímpica del Año 2015 de Natación Australiana. En noviembre de 2015, fue premiada como Atleta Regional del Año del Instituto de Deportes de Nueva Gales del Sur.
En los Juegos Paralímpicos de Río de Janeiro 2016, formó parte del equipo que ganó el oro en el tiempo récord mundial en el relevo 4 x 100 estilo libre de 34 puntos, junto con Ellie Cole, Lakeisha Patterson y Ashleigh McConnell. Ganó su primera medalla de oro paralímpica individual al ganar los 100 metros estilo libre S8 en un tiempo récord paralímpico de 1:04.73, y siguió con el oro en los 50 metros estilo libre S8 en un tiempo récord mundial de 29.73. Además, ganó medallas de plata en los 100 metros espalda S8 y 4 x 100 Medley Relay 34 puntos. Tras el éxito de Elliot en los Juegos Paralímpicos de Río de Janeiro 2016, a principios de diciembre fue coronada como la Atleta Paralímpica Australiana del Año, lo que se suma a su impresionante lista de honores.
En 2017, Elliott fue reclasificada como S9 y posteriormente no fue seleccionada en los equipos australianos en los Juegos del Mancomunidad de 2018 y en los Campeonatos Mundiales de Natación Paralímpica. En 2019, Elliott informó de que fue objeto de acoso cibernético como resultado de problemas de clasificación.

## Reconocimientos
- 2012 - Atleta paralímpico junior australiano del año.
- 2014 - Medalla de la Orden de Australia.
- 2015 - Nadador paralímpico del año en los premios Swimming Australia.

+2015 - Atleta regional del año de NSWIS.
- 2015 - Atleta NSW del año con discapacidad.[30]
- 2016 - Nadador paralímpico del año en los premios Swimming Australia.[31]
- 2016 - Atleta femenina del año de NSWIS, Atleta regional del año de NSWIS, Atleta júnior del año de NSWIS.[32]
- 2016 - Atleta femenina paralímpica australiana del año.[33]